# Indiana School for the Deaf
L'Indiana School for the Deaf, dont le nom est couramment abrégé en ISD, est une école pour sourds, située à Indianapolis, aux États-Unis. Elle a été fondée en 1843 par William Willard.

## Histoire
En février 1843, l'État d'Indiana a décidé de lever une taxe en faveur de la création d'une école pour sourds. Le 30 mai 1843, l'Assemblée générale de l'État offrit son soutien au projet d'école proposé par William Willard, un professeur pour sourds de l'Ohio. C'est ainsi que l’Indiana Asylum for the Education of the Deaf and Dumb, également appelée Willard School, ouvrit ses portes le 1er octobre 1843 à douze élèves sourds. Elle a ensuite été officiellement reconnue par la loi en janvier 1846 en tant qu'école d'État. Après avoir changé plusieurs fois de local et de nom, son campus a finalement été établi en 1911 au 1200 East 42nd Street sous le nom d’Indiana State School for the Deaf,.

## Personnalité
- William Willard, fondateur sourd
- Sean Berdy, un ancien élève.